# Романково (Псковская область)
Романково (латыш. Romankava) — деревня в Палкинском районе Псковской области России.
Входит в состав Родовской волости. C 1920 до 1944 гг. входила в состав Яунлатгальского (Абренского) уезда Латвии.
Расположена в 25 км к югу от посёлка Палкино.
Население — 47 человек (2000 год), 25 человек (2010 год).